# Potok v Črni
Potok v Črni – wieś w Słowenii, w gminie Kamnik. W 2018 roku liczyła 34 mieszkańców.